# Градискута (Удине)
Градискута је насеље у Италији у округу Удине, региону Фурланија-Јулијска крајина.
Према процени из 2011. у насељу је живело 201 становника. Насеље се налази на надморској висини од 18 м.